# Thecadactylus
Genre
Thecadactylus est un genre de geckos de la famille des Phyllodactylidae.

## Répartition
Les espèces de ce genre se rencontrent en Amérique du Sud, au Mexique et dans les Petites Antilles.

## Liste des espèces
Selon The Reptile Database (15 février 2013) :
- Thecadactylus oskrobapreinorum Köhler & Vesely, 2011
- Thecadactylus rapicauda (Houttuyn, 1782)
- Thecadactylus solimoensis Bergmann & Russell, 2007

## Publication originale
- Oken, 1817 : Isis oder Encyclopadische Zeitung. vol. 1 (texte intégral).